# Ski cross

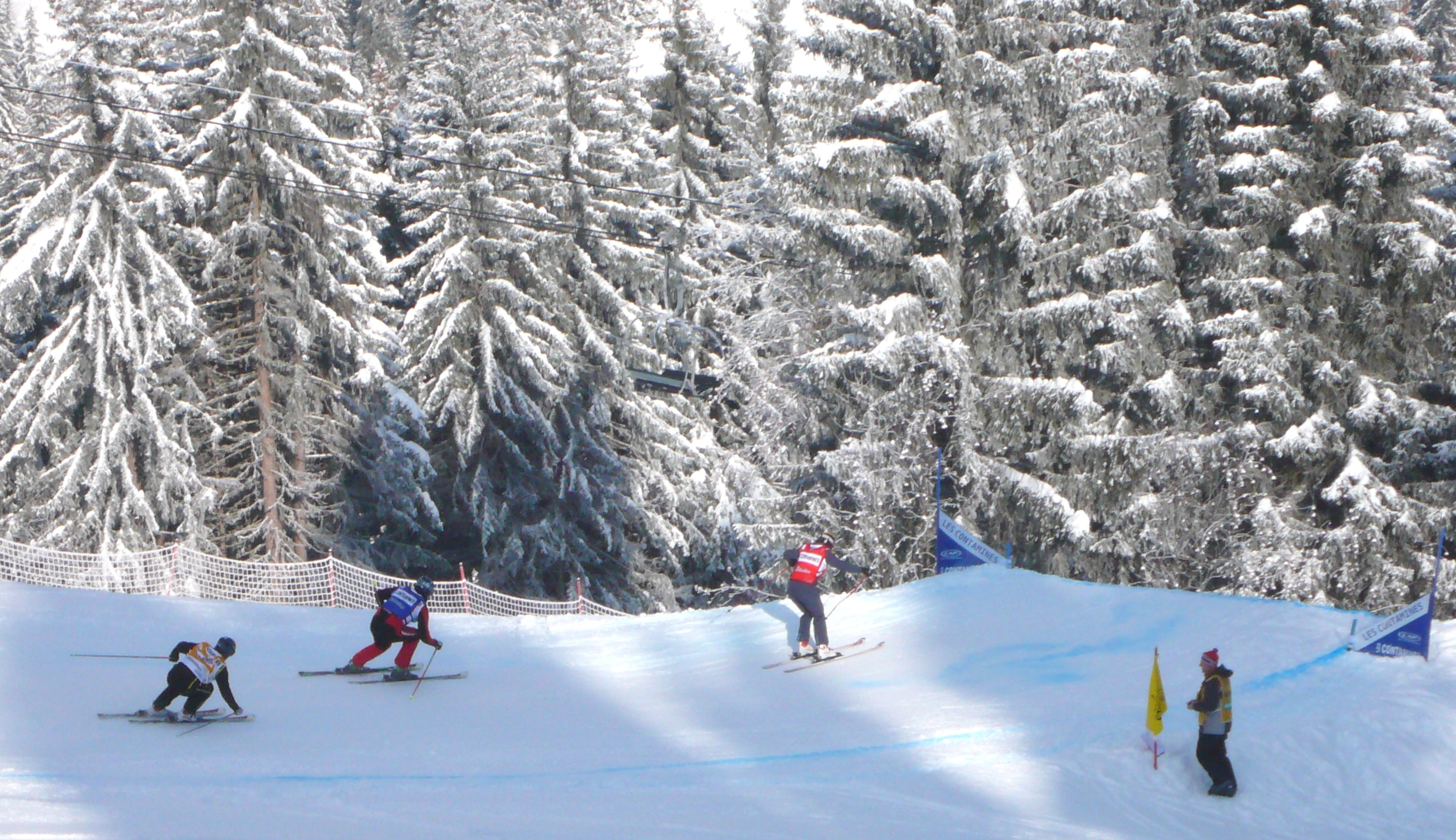
Casey Puckett, Stanley Hayer e Patrick Gasser impegnati in una gara della Coppa del Mondo di freestyle 2010 a Les Contamines-Montjoie, in Francia

Lo ski cross (o skicross, chiamato anche Skier X) è una specialità della disciplina sciistica del freestyle nella quale più atleti scendono contemporaneamente lungo un percorso artificiale che presenta diverse difficoltà tecniche. Si tratta di una disciplina di recente introduzione, estremamente tecnica e spettacolare.

## Storia
Il 28 novembre 2006 il Comitato olimpico internazionale ha deciso di includere lo skicross nel programma dei XXI Giochi olimpici invernali del 2010 di Vancouver, in Canada; i primi ori olimpici sono stati conquistati dallo svizzero Michael Schmid e dalla canadese Ashleigh McIvor.

## Campo di gara

### Pista
Un tracciato regolare si sviluppa in un dislivello tra i 130 e i 250 metri, con una pendenza media ideale di 15°; tuttavia anche una pendenza media compresa tra 12 e 22 gradi è accettabile. Il tempo totale di percorrenza del tracciato, seguendo una sciata agonistica, dovrebbe essere compresa tra il mezzo e l'intero minuto. Per quanto riguarda la lunghezza espressa in metri, i tracciati più corti sono di appena seicento metri, e infatti non possono essere adoperati per competizioni del calibro di olimpiadi, Coppa del Mondo e Campionati mondiali: devono essere di almeno novecento metri, ma non devono eccedere di milleduecento. 
La larghezza deve essere di minimo trenta metri in partenza, per tratti particolari e tecnici di lunghezza inferiore ai cinquanta metri, può scendere a un minimo di venti.

### Elementi artificiali e ostacoli
Nel tracciato è possibile reperire:
- Banchi di neve laterali: singoli o doppi, obbligatoriamente costruiti con pendenza graduale, di modo da permettere la salita con gli sci, senza incidenti;
- Salti: rampe che lanciano l'atleta in aria. Possono essere singole, doppie o triple, essendo posizionate in successione;
- Roller: cunette di bassa altezza, ripetute e in successione, devono essere abbastanza basse da poter essere percorse anche ad alta velocità senza sollevare lo sciatore;
- Spine: un particolare tipo di salto formato da una salita e una discesa molto verticale, divise da solo una leggera fascia piana di meno di un metro;
- Curve giganti

Nello ski cross, a differenza di altre discipline olimpiche come lo slopestyle, vieta i salti "ciechi" e tutti i punti nei quali lo sciatore non è in grado di vedere cosa si celi oltre di sé. Sono anche proibiti i salti "profondi", ovvero i salti nei quali, in caso di atterraggio corto, lo sciatore può ritrovarsi in un avvallamento, tale da impedirgli la risalita.
Infatti, perché un tracciato sia idoneo, non dovrebbe mai costringere a rallentare per rimanere incolumi, ma sempre spronare ad aumentare la velocità, permettendo anche questa richiesta. 
Lo scopo dei salti non è solo quello di dare spettacolarità alle azioni, ma anche quello di rendere più sicura la gara: infatti, salti permettendo, i tracciati di ski cross sono sempre molto semplici da attraversare, anche per sciatori alle prime armi. La difficoltà per gli atleti è infatti quella di mantenere il più possibile la stabilità e di rimanere incolumi attraverso gli ostacoli. Dai cancelletti di partenza, in quasi tutte le piste è presente un rettilineo di cinquanta metri prima di raggiungere la curva iniziale; questo rettilineo d'esordio è sempre reso più difficile dalla presenza di salti o "roller", che hanno il fine di far rallentare i competitori meno abili e tecnici, rallentandoli, e stilando così una "fila indiana" che in molti casi si mantiene per il resto della gara. Se gli ostacoli non sono in grado di dividere i corridori, il tracciato non è idoneo e, anzi, potrebbe essere definito poco sicuro.

### Partenza
La partenza è sempre "in linea" e viene lanciata mediante quattro o sei blocchi, comunemente chiamati "cancelletti", simili a quelli che si vedono nelle competizioni di motocross. Lo spazio occupabile da ogni atleta per la partenza è di cento centimetri in larghezza, segnati da due pilastri dell'altezza di quaranta centimetri. Su questi pilastri sono anche attaccate due maniglie, alle quali lo sciatori si attacca con entrambe le mani per darsi slancio al momento della partenza. Ogni blocco dovrebbe distare dall'altro circa sessanta centimetri. Lo sciatore ha davanti a sé un rettangolo, detto "porta", solitamente di lamiera, che parte dal suolo e raggiunge approssimativamente le sue ginocchia, impedendogli così di andare oltre e raggiungere la discesa vera e propria. La porta, è attaccata al terreno mediante un perno, che ne consente una rotazione di almeno novanta gradi.
Al giorno d'oggi le partenze vengono per lo più controllate tramite computer e sistemi informatici: agli atleti viene detto di prender posto nei cancelletti trenta secondi prima della partenza. Al comando «...pronti...», sono autorizzati ad aggrapparsi alle maniglie e a prendere confidenza con la neve sotto i loro piedi e a simulare qualche partenza di prova. Al comando «...attenzione...», mancano pochi secondi all'apertura delle porte: un computer calcola in modo casuale un tempo di apertura dei cancelletti compreso tra 0,5 e quattro secondi; le porte ruotano su loro stesse, fino a scomparire sotto terra, aprendo la strada verso la discesa. Una volta che i cancelletti si sono aperti, gli atleti possono partire. Quando questa raggiunge l'angolo di 45° dal punto di partenza, parte automaticamente un cronometro, che si fermerà solo al termine della gara, quando tutti gli atleti avranno oltrepassato l'ultima fotocellula.

## Regolamento
Gli atleti disputano una fase di qualificazione, in cui debbono percorrere il tracciato nel minor tempo possibile; nel caso in cui più atleti abbiano ottenuto lo stesso tempo, davanti in graduatoria viene messo colui che ha percorso il tracciato per ultimo; il cancelletto di partenza per ogni atleta nella fase di qualificazione viene estratto. 
Per disputare la gara finale esistono principalmente due vie: la prima vuole che gli atleti scendano in batterie da quattro, nel caso si abbia un totale di 32 o 16 atleti; la seconda, invece, viene effettuata quando si ha un numero maggiore di concorrenti, 48 o 24 atleti, le batterie sono formate da sei atleti ciascuna, di conseguenza.
Ad ogni atleta viene anche assegnato un punteggio a seconda della posizione che ottiene, deciso da apposite tabelle.
A prescindere dall'atleta, ad ognuno viene dato un pettorale colorato identificativo; i colori usati sono giallo, blu, verde e rosso; bianco e nero vengono aggiunti ai quattro colori presenti quando i concorrenti sono sei e non quattro. Il colore viene deciso dal punteggio dell'atleta: il primo classificato porta il pettorale rosso e ha anche il diritto di scegliere la corsia di partenza, il secondo ha il verde, il terzo il blu e il quarto il giallo.
Nel caso la batteria sia da sei, alla discesa successiva proseguono i migliori tre, nel caso la batteria sia da quattro, proseguono solo i migliori due, secondo un tabellone a eliminazione diretta, fino alla finale.

### Contatto fisico
In uno sport come lo ski cross, il contatto fisico tra uno sciatore e l'altro è inevitabile; tuttavia, il regolamento non permette ad alcun atleta di spingere, tirare o trattenere il braccio, la gamba o il bastone di un altro atleta, tanto da rallentarlo, farlo cadere o uscire di pista. Inoltre, non è permesso portare braccia, gambe o bastoni davanti al corpo di un altro atleta per impedirgli di passare. 
Non essendo sempre facile capire se un contatto può essere o meno accettabile, esiste un'apposita giuria. Generalmente, la pena è la squalifica dalla competizione.

## Specialità affini
Allo stesso modo vengono disputate competizioni di snowboard, ed esiste un circuito professionistico a livello mondiale.